# Eutropis indeprensa
Eutropis indeprensa är en ödleart som beskrevs av  Brown och ALCALA 1980. Eutropis indeprensa ingår i släktet Eutropis och familjen skinkar. Inga underarter finns listade i Catalogue of Life.